# Rio Branco do Sul
Rio Branco do Sul este un oraș în Paraná (PR), Brazilia.